# Narcissus martinoae
Narcissus martinoae är en amaryllisväxtart som beskrevs av Nava och Fern.Casado. Narcissus martinoae ingår i släktet narcisser, och familjen amaryllisväxter.
Artens utbredningsområde är Spanien. Inga underarter finns listade i Catalogue of Life.